# Sindrome da rilascio di citochine
La sindrome da rilascio di citochine o sindrome da citochine è una complicazione comune a carattere immediato che può occorrere quando un soggetto è sottoposto ad infusione di immunosoppressori anti-anticorpi contro linfociti T, come l'ATG (globulina anti-timociti), il Muromonab ed il TGN1412. È l'effetto avverso che si riscontra più comunemente con l'utilizzo di tali immunosoppressori. I casi più gravi sono definiti tempesta di citochine.

## Fisiopatologia
L'effetto è dovuto al fatto che gli anticorpi si legano ai recettori dei linfociti T, attivando quindi i linfociti T prima che questi siano distrutti. Le citochine rilasciate dall'attivazione dei linfociti T producono una sindrome da risposta infiammatoria sistemica simile a quella riscontrata nel corso di gravi infezioni.

## Clinica

### Segni e sintomi
- ipotensione
- febbre
- brividi.

### Prognosi
Sono stati riportati casi di decessi ascrivibili alla sindrome da citochine, anche se un trattamento medico adeguato è in grado di sventare qualsiasi pericolo di vita.

## Trattamento
L'effetto può essere gestito preferendo una infusione lenta piuttosto che veloce e somministrando antistaminici o cortisonici prima dell'infusione dell'immunosoppressore.